# Stevens (konstruktor)
Stevens – amerykański konstruktor samochodów wyścigowych, który wystawiał samochody w zawodach Indianapolis 500 w latach 1950 oraz 1952–1956.

## Starty w Indianapolis 500
| Sezon | Kierowca       | Start. | Msc. | Pkt. | Uwagi           | Opis |
| ----- | -------------- | ------ | ---- | ---- | --------------- | ---- |
| 1950  | Duane Carter   | 13     | 12   |      |                 | opis |
| 1952  | Bill Schindler | 15     | 14   |      |                 | opis |
| 1952  | Bobby Ball     | 17     | 32   |      | skrzynia biegów | opis |
| 1953  | Ernie McCoy    | 20     | 8    |      |                 | opis |
| 1953  | Andy Linden    | 5      | 33   |      | wypadek         | opis |
| 1954  | Cal Niday      | 13     | 10   |      |                 | opis |
| 1954  | Ed Elisian     | 31     | 18   |      |                 | opis |
| 1955  | Jerry Hoyt     | 1      | 31   |      | wycieki oleju   | opis |
| 1956  | Cliff Griffith | 30     | 10   |      |                 | opis |